# مورد مشترك (حوسبة)
مورد مشترك أو مشاركة شبكة (بالإنجليزية: Shared resource)‏ في الحوسبة، هو مورد كمبيوتر تم إتاحته من مضيف إلى عدة مضيفين آخرين على شبكة الكمبيوتر. إنه جهاز أو جزء من المعلومات على جهاز حاسوب يمكن الوصول إليه عن بعد من حاسوب آخر، عادةً عبر شبكة محلية أو شبكة داخلية مؤسسة بشفافية كما لو كان موردًا في الجهاز المحلي. أصبحت مشاركة الشبكة ممكنة من خلال التواصل بين العمليات عبر الشبكة. بعض أمثلة الموارد القابلة للمشاركة مثل برامج الحاسوب والبيانات وأجهزة التخزين والطابعات. مثلا الوصول إلى الملفات المشتركة (المعروف أيضًا باسم مشاركة القرص ومشاركة المجلد)، والوصول المشترك للطابعة، والوصول إلى الماسح الضوئي المشترك، وما إلى ذلك. يُطلق على المورد المشترك اسم القرص المشترك أو المجلد المشترك أو المستند المشترك
تعني عبارة «مشاركة الملفات» تقليديًا الوصول إلى الملفات المشتركة، خاصة في سياق أنظمة التشغيل وخدمات الشبكة المحلية والداخلية، على سبيل المثال في وثائق مايكروسوفت ويندوز . على الرغم من أن بت تورنت والتطبيقات المشابهة أصبحت متاحة في أوائل العقد الأول من القرن العشرين، فقد أصبح مصطلح مشاركة الملفات على نحو متزايد مرتبطًا بمشاركة ملفات نظير إلى نظير عبر الإنترنت.